# اندیس آزمایش
ازمایش یک اندیس فلزی است که در حوالی شهر بیر استان سیستان و بلوچستان قرار دارد و مادهٔ معدنی موجود در آن، آزبست است.  